# Alice Walton
Alice Louise Walton fue la mujer más adinerada del mundo en 2020. Heredó la base de su fortuna de Sam Walton, fundador de Wal-Mart. Ella y varios de sus familiares ocupan diversos lugares dentro de los diez primeros del ranking de las mayores fortunas personales del mundo en 2003 y 2009, publicado por la revista Forbes. Su fortuna asciende a 65 $.3B según esta misma revista (2023/2024)